# Шуйский, Григорий Трофимович
Григорий Трофимович Шуйский (30 сентября 1907, Сватки, Гадячский район — 19 октября 1985, Москва) — советский партийный деятель, журналист, старший помощник Никиты Хрущёва. Депутат Верховного Совета СССР 6-го созыва. Кандидат в члены ЦК КП(б)У в 1949—1952 гг. Член Центральной Ревизионной Комиссии КПСС в 1961—1966 г.

## Биография
Родился в крестьянской семье. Украинец.
В 1927—1929 г. — счетовод сельского потребительского общества.
В 1929—1932 г. — секретарь исполнительного комитета Синёвского районного совета депутатов трудящихся Роменского округа, секретарь и редактор районной газеты.
Член ВКП(б) с 1930 года.
В 1932—1936 г. — студент Украинского коммунистического университета журналистики.
В 1936—1938 г. — литературный сотрудник, заведующий отделом газеты «Коммунист» города Киева.
В 1938—1941 г. — ответственный редактор республиканской газеты «Комсомолец Украины».
В 1941 г. — в Красной армии. Воевал на Юго-Западном фронте. Участник Великой Отечественной войны.
В 1941—1950 г. — в аппарате ЦК КП(б)У.
В 1950—1964 г. — помощник, старший помощник секретаря ЦК ВКП(б), 1-го секретаря ЦК КПСС Никиты Сергеевича Хрущёва.
В 1964—1965 г. — консультант Идеологического отдела ЦК КПСС по вопросам газет, журналов и издательств.
В 1965—1976 г. — консультант отдела пропаганды и агитации ЦК КПСС.
С 1976 года — на пенсии в Москве.

## Награды
- ордена
- лауреат Ленинской премии (1960) за книгу «Лицом к лицу с Америкой. Рассказ о поездке Н. С. Хрущёва в США»
- медали

## Сочинения
- Лицом к лицу с Америкой. Рассказ о поездке Н. С. Хрущёва в США. 15-27 сент. 1959 г. : [Сборник]. — [Москва] : [Госполитиздат], [1959]. — 679 с., 27 л. ил. (соавтор)

## Ссылка
- Справочник по истории Коммунистической партии и Советского Союза 1898—1991
- ОКЗ